# Messier Automobiles

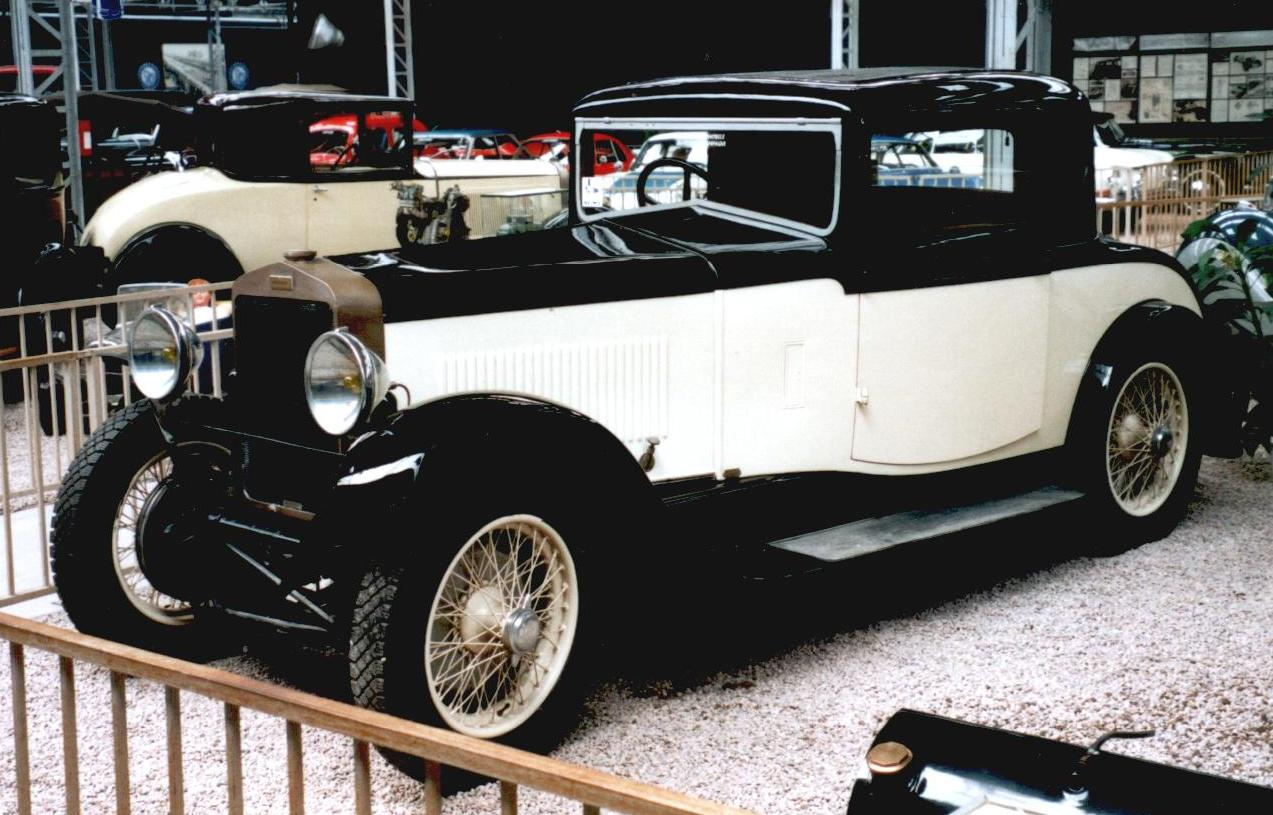
Messier von 1929

Messier Automobiles war ein französischer Hersteller von Automobilen.

## Unternehmensgeschichte
George Messier besaß eine Fabrik für pneumatische Geräte in Montrouge. Er entwickelte auch eine Art Luftfederung für verschiedene Automobile. 1920 gründete er Messier Automobiles und vermarktete die Federung. Ab 1924 produzierte er eigene Modelle. Der Markenname lautete Messier. 1931 gab er die Produktion auf und beschäftigte sich mit Flugzeugfahrwerken.

## Fahrzeuge
Die ersten Modelle verfügten über einen Vierzylindermotor von CIME. Die Version für Rennwagen hatte OHC-Ventilsteuerung und 1494 cm³ Hubraum und die Version für Tourenwagen und Limousinen hatte OHC-Ventilsteuerung und 1598 cm³ Hubraum. Später kamen Sechszylindermotoren mit 2770 cm³ und 3310 cm³ Hubraum sowie Achtzylindermotoren mit 3692 cm³ und 4850 cm³ zum Einsatz. Der größte Motor kam von Lycoming, bei den anderen Motoren ist nur bekannt, dass sie von amerikanischen Herstellern stammten. Nach anderer Ansicht kamen beide Motoren von Lycoming, der eine (mit 73 mm Bohrung und 120 mm Hub) hatte 4018 cm³, der andere (mit 82 mm Bohrung und 114 mm Hub) hatte 4816 cm³ Hubraum. Der Type H mit Achtzylindermotor war mit zwei verschiedenen Radständen von 3401 mm und 3604 mm erhältlich. Viele der 50 hergestellten Fahrzeuge vom Type H waren als Krankenwagen karosseriert.
Ein Fahrzeug dieser Marke war 2002 im Musée Automobile Reims Champagne in Reims zu besichtigen.